# Cục Lâm nghiệp (Nhật Bản)

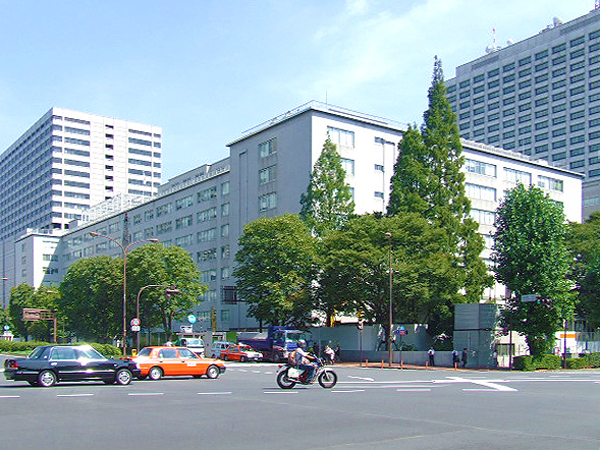
Cục Lâm nghiệp nằm bên trong tòa nhà Bộ Nông nghiệp, Lâm nghiệp và Thủy sản ở Kasumigaseki.

Cục Lâm nghiệp (林野庁 (Lâm Dã sảnh) Rinya-chō) là cơ quan trực thuộc Bộ Nông nghiệp, Lâm nghiệp và Thủy sản (MAFF) của Nhật Bản.

## Tổng quan
Trụ sở chính của cơ quan này tọa lạc tại Kasumigaseki, Chiyoda, Tokyo.
Cơ quan này nắm quyền quản lý khu rừng của Nhật Bản, bao gồm cả rừng nằm trong vườn quốc gia Nhật Bản. Đã có kế hoạch giao trách nhiệm quản lý đất đai cho Bộ Môi trường. Toshio Kawada của tờ The Asahi Shimbun cho biết, liên quan đến quản lý rừng, "công việc này có xu hướng mang tính quan liêu vì quản lý đất đai và quản lý vườn quốc gia được xử lý riêng biệt".
Cơ quan này theo dõi những người tiếp quản các doanh nghiệp lâm nghiệp được gia đình họ truyền lại.